# Rhamphostomella peristomata
Rhamphostomella peristomata is een mosdiertjessoort uit de familie van de Umbonulidae. De wetenschappelijke naam van de soort is voor het eerst geldig gepubliceerd in 1993 door Gontar.